# 朗·格連活
朗·格連活 CBE（1921年11月11日—2006年2月9日）是一名英格蘭足球運動員和領隊。最著名的是格連活從1977年到1982年擔任英格蘭足球代表隊的領隊，以及當上13年的韋斯咸領隊，在此期間球會獲得很大的聲譽。格連活在足球界的最後一個角色是管理英格蘭國家足球隊。

## 早年
朗·格連活出生於蘭開夏郡般尼附近的沃索恩倫諾克斯街15號，但在大蕭條時期於1931年移居倫敦。格連活在溫布利縣文法學校接受教育，該學校現在是米德爾塞克斯的阿爾珀頓社區學校的一部分，14歲時離開學校成為招牌題字學徒。第二次世界大戰期間，他首先在北愛爾蘭和後來在法國服役於皇家空軍移動無線電部隊。

## 球員生涯
格連活司職中堅，以業餘身份加入車路士，同時接受招牌題字學徒的訓練。二戰期間，他在北愛爾蘭的皇家空軍服役，並在貝爾法斯特些路迪客串。1945 年，他離開車路士加盟巴拉福特公園，並在接下來的四個賽季中上陣59場。
1949年，格連活轉會到他小時候支持的球會賓福特，他的9,500英鎊轉會費打破球會的轉會費記錄。格連活上陣147場並射入一球。在布倫特福德效力三年後，他回到車路士，在那裡他上陣66場，並在1954-55賽季在泰德·泰戴基的帶領下贏得甲組聯賽冠軍獎牌。那年夏天，他轉會到富咸，在那裡他又在聯賽中上陣42場，然後在1955-56賽季末退役。1952年3月23日，格連活在阿姆斯特丹奧林匹克體育場以1-0戰勝荷蘭隊，他確實為自己的國家隊出場過一次，但是只是英格蘭B隊.。1956年，在他的職業生涯結束時，格連活成為一名活躍的共濟會會員，參加了第6225號經證實的聯誼會，但於1977年辭職。

## 領隊生涯
格連活退役後開始執教。他執教過伊斯特本聯隊、牛津大學足球會（在那裡他引起未來英格蘭足總主席哈羅德·湯普森爵士的注意）和英格蘭青年軍。1957年12月搬到海布里後，他兼任英格蘭23歲以下青年隊的職位，並在喬治·斯溫丁手下擔任阿仙奴的助理領隊。格連活一直留在那裡直到1961年4月，當時他被韋斯咸主席雷格·普拉特選中接替泰德·芬頓擔任韋斯咸領隊。
格連活在韋斯咸的統治為他們帶來巨大的成功。他監督球員的發展，例如1966年世界盃冠軍三人組卜比·摩爾、哥富·靴斯和馬田·彼得斯，在他的帶領下，韋斯咸贏得1964年的足總盃冠軍和1965年的歐洲盃賽冠軍盃——前兩個是他們歷史上的主要獎盃。韋斯咸在格連活的帶領下聯賽表現不那麼令人印象深刻，通常排在甲組聯賽積分榜的下半區，儘管他們在1972-73賽季確實排名第六。在他的最後一個賽季，韋斯咸排名第18，距離降級僅一分之遙。
格連活於1974年上位，在接下來的三年裡成為球會的總經理，而約翰·里爾則負責正選隊。在這樣安排的第一個賽季，韋斯咸就又拿到足總盃冠軍。
在英格蘭領隊唐·李維辭職後，格連活被任命為全職主帥，結束與韋斯咸長達16年的合作。在格連活的帶領下，英格蘭隊獲得1980年歐洲國家盃的參賽資格，但他們在小組賽階段被淘汰出局。英格蘭還在格連活的帶領下獲得1982年世界盃的參賽資格，這是他們12年來參加的第一次世界盃。英格蘭隊以不敗戰績出線，但在小組賽第二階段以0-0戰和西德隊和西班牙隊後被淘汰出局。
格連活在1982年世界盃後退役，國家隊領隊的職位由波比·笠臣接手。格連活任期內的一個重要里程碑是於1978年起用英格蘭隊第一位黑人球員韋夫·安達臣。格連活表示“黃色、紫色或黑色——如果他們足夠好，我會選擇他們”。

## 退役後

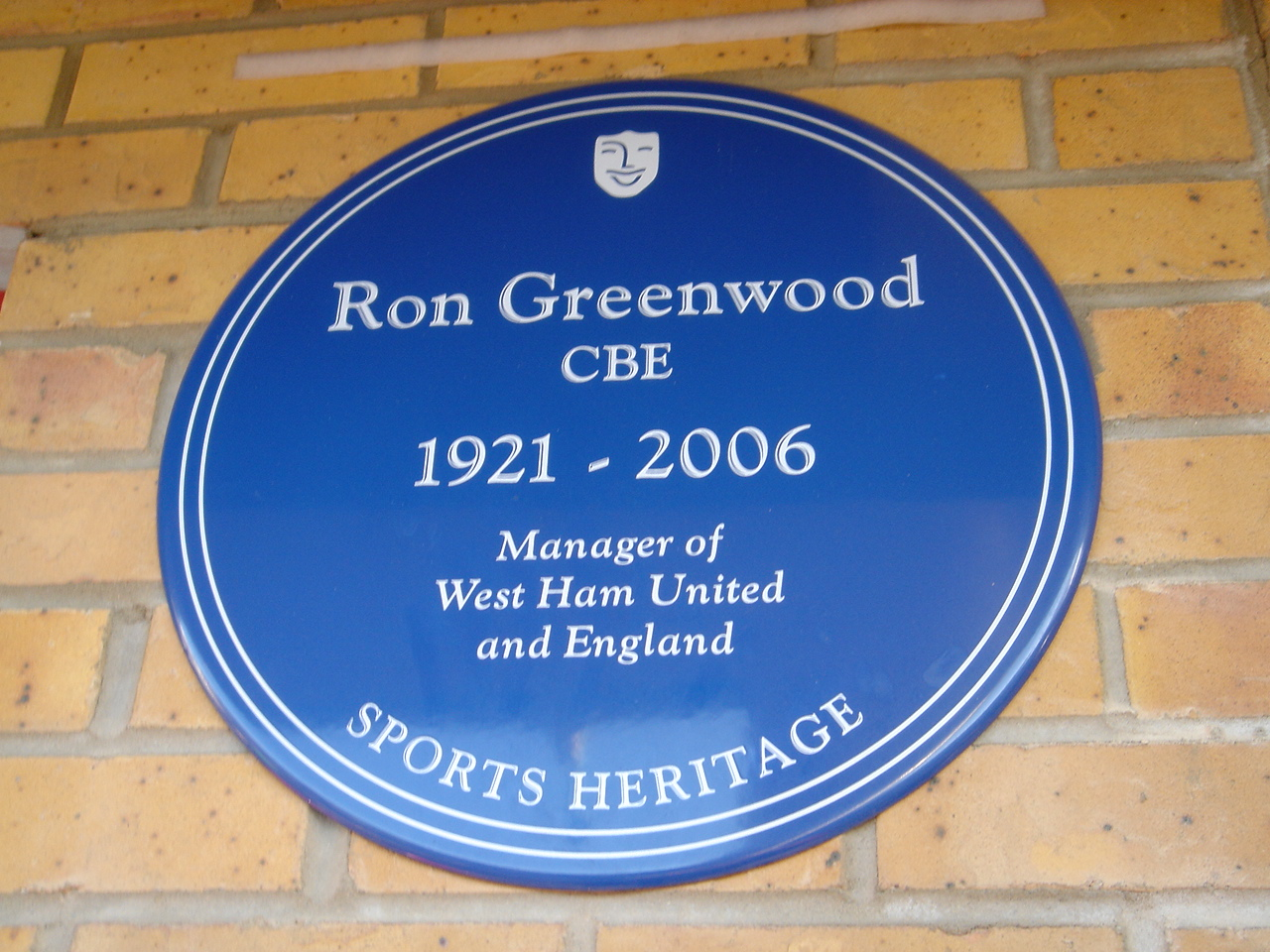
right韋斯咸博林球場外紀念朗·格連活的傳統基金會藍色牌匾

在他的足球生涯結束後，格連活成為英國廣播公司電台的一名定期分析師。2006年2月9日上午，在長期與阿茲海默症鬥爭後，格連活因心臟病發作去世，享年84歲。2006年2月13日，當韋斯咸在英超聯賽中對伯明翰時，為紀念格連活舉行一分鐘的默哀。韋斯咸以3–0贏得該場比賽。
格連活擔任韋斯咸領隊期間居住的勞頓議會在他在該鎮布魯克林大道22號的一棟舊房子上豎立一塊藍色牌匾以紀念他：杜利華·布祿瓊爵士和鎮長克里斯·龐德於2008年10月28日為他揭幕。2007年1月21日，傳統基金會慈善機構在韋斯咸的烏普頓公園球場為格連活豎立一塊藍色牌匾，由他的家人揭幕。
格連活於2006年入選英格蘭足球名人堂，這是對他在英格蘭足球比賽中作為領隊所取得的成就的認可。格連活也是英格蘭足球總會和英格蘭足球聯賽領隊協會名人堂的成員。他的遺孀露西倖免於難。格連活被安葬在薩福克郡薩德伯里的城鎮公墓。

## 榮譽

### 球員

#### 車路士
- 甲組
  - 冠軍：1954-55[23]

### 領隊

#### 韋斯咸
- 歐洲盃賽冠軍盃
  - 冠軍：1965（英语：1965 European Cup Winners' Cup Final）
- 足總盃
  - 冠軍：1964（英语：1964 FA Cup Final）
- 英格蘭社區盾
  - 冠軍：1964（英语：1964 FA Charity Shield） (共同擁有)[24]

## 外部鏈接
- 足球資料庫：Ron Greenwood的領隊統計數據
- Obituary （页面存档备份，存于）在BBC Sport
- Obituary Archive.today的存檔，存档日期2011-06-04在The Times
- Obituary （页面存档备份，存于）在The Guardian